# Echte Füchse
Als Echte Füchse (Vulpini) bezeichnet man eine Gattungsgruppe der Familie der Hunde (Canidae).
Die bekannteste und am weitesten verbreitete Fuchsart ist der Rotfuchs, daher wird diese Art häufig als „der Fuchs“ schlechthin angesehen. Die Gattung ist jedoch vielfältig: Die kleinste Art der Echten Füchse ist der Fennek, der ideal an ein Leben in der Wüste angepasst ist. 

## Systematik
Füchse sind aus biologischer Sicht keine systematische Gruppe, sondern durch konvergente Evolution ähnlich geratene Arten der Hunde (Canidae). Die klassische Systematik unterscheidet die Echten Füchse (Vulpini) von Hundearten, die eigentlich zur Gattungsgruppe der Echten Hunde (Canini) gehören, aufgrund ihres Aussehens dennoch als „Fuchs“ bezeichnet werden.
- Tribus Echte Füchse (Vulpini)
  - Gattung Vulpes mit zwölf Arten
  - Gattung Nyctereutes mit dem Marderhund (Nyctereutes procyonoides) als einziger Art
  - Gattung Otocyon mit dem Löffelhund (Otocyon megalotis) als einziger Art

Nicht zu den Echten Füchsen zählen die Graufüchse (Urocyon), die eine basale Stellung innerhalb der Hunde haben, der Kurzohrfuchs (Atelocyon microtis), der ausgestorbene Falklandfuchs (Dusicyon australis) sowie die südamerikanischen Arten der Gattung Lycalopex, die als Kampfüchse bezeichnet werden, sowie der Andenfuchs (Dusicyon culpaeus), heute als Andenschakal (Lycalopex culpaeus) klassifiziert.
In einer Systematik der Hunde von Lindblad-Toh et al. 2005, die auf molekulargenetischen Untersuchungen gründete, wurden die Echten Füchse als nicht monophyletische Gruppe identifiziert. D. h., es gibt keinen gemeinsamen Vorfahren der Vulpini, von dem genau diese Gattungen abstammen (und keine anderen Hundeartigen). Verglichen wurden dabei ca. 15 Kilobasen an Exon- und Intron-Sequenzen. Nach dieser Untersuchung bilden die Arten der Graufüchse (Urocyon) einen eigenen als Graufuchs-Klade bezeichneten Zweig, der allen anderen gegenwärtigen Hundeartigen als ursprünglichste Gruppe gegenübergestellt wird. Der Ast mit den verbliebenen Arten (Rotfuchs-Klade), die bislang als Echte Füchse bezeichnet werden, enthält zusätzlich den Marderhund (Nyctereutes procyonoides).

## Etymologie
Die Bezeichnung Fuchs für den männlichen Rotfuchs hat ihren Ursprung in der mittelhochdeutschen Bezeichnung vuhs. Gleichbedeutend hiermit sind folgende verwandte Wörter: Althochdeutsch fuhs, Niederländisch vos und Englisch fox.
Die weibliche Form des Wortes wandelte sich von althochdeutsch voha zu mittelhochdeutsch vohe, gotisch faúho und altisländisch foa. Das Wort Fähe, das in der Jäger- und Biologensprache für weibliche Rotfüchse im Speziellen und für weibliche Hunde im Allgemeinen steht, ist von dieser weiblichen Form abgeleitet.

## Belege
1. 1 2  Kerstin Lindblad-Toh et al.: „Resolving canid phylogeny.“ Abschnitt in: Kerstin Lindblad-Toh et al.: Genome sequence, comparative analysis and haplotype structure of the domestic dog. Nature 438, Dezember 2005; Seite 803–819.
2. ↑  
Günther Drosdowski, Paul Grebe u. a.: Duden. Etymologie. Herkunftswörterbuch der deutschen Sprache. Bibliographisches Institut, Mannheim / Wien / Zürich, Dudenverlag 1963, ISBN 3-411-00907-1.